# Темпа деле Гвардије I (Салерно)
Темпа деле Гвардије I је насеље у Италији у округу Салерно, региону Кампанија.
Према процени из 2011. у насељу је живело 122 становника. Насеље се налази на надморској висини од 123 м.